# Vranjska Banja
Vranjska Banja (em cirílico: Врањска Бања) é uma vila da Sérvia localizada no município de Vranje, pertencente ao distrito de Pčinja, na região de Južno Pomoravlje. A sua população era de 5882 habitantes segundo o censo de 2002.

## Demografia
| 1948 | 1953 | 1961 | 1971 | 1981 | 1991 | 2002 | 2011 |
| ---- | ---- | ---- | ---- | ---- | ---- | ---- | ---- |
| 2108 | 2362 | 2735 | 4088 | 5004 | 5779 | 5882 | 5332 |